# Bully (Loire)
Bully ist eine französische Gemeinde mit 433 Einwohnern (Stand 1. Januar 2022) im Département Loire in der Region Auvergne-Rhône-Alpes (vor 2016 Rhône-Alpes). Bully gehört zum Arrondissement Roanne und zum Kanton Boën-sur-Lignon. Die Einwohner werden Bullyçois genannt.

## Geographie
Die Gemeinde Bully liegt in den Monts de la Madeleine, 15 Kilometer südsüdwestlich von Roanne an der hier zum Lac de Villerest aufgestauten Loire, die die Gemeinde im Osten begrenzt. Im Westen bildet die obere Isable die Gemeindegrenze. Nachbargemeinden von Bully sind Saint-Jean-Saint-Maurice-sur-Loire im Norden, Cordelle im Osten, Vézelin-sur-Loire im Südosten und Süden, Saint-Polgues im Süden sowie Cremeaux im Westen.

## Bevölkerungsentwicklung
| Jahr                       | 1962 | 1968 | 1975 | 1982 | 1990 | 1999 | 2006 | 2012 | 2022 |
| Einwohner                  | 363  | 318  | 270  | 252  | 269  | 298  | 372  | 415  | 433  |
| Quellen: Cassini und INSEE |      |      |      |      |      |      |      |      |      |

## Sehenswürdigkeiten
- Kirche Saint-Michel
- Sportboothafen am Lac de Villerest

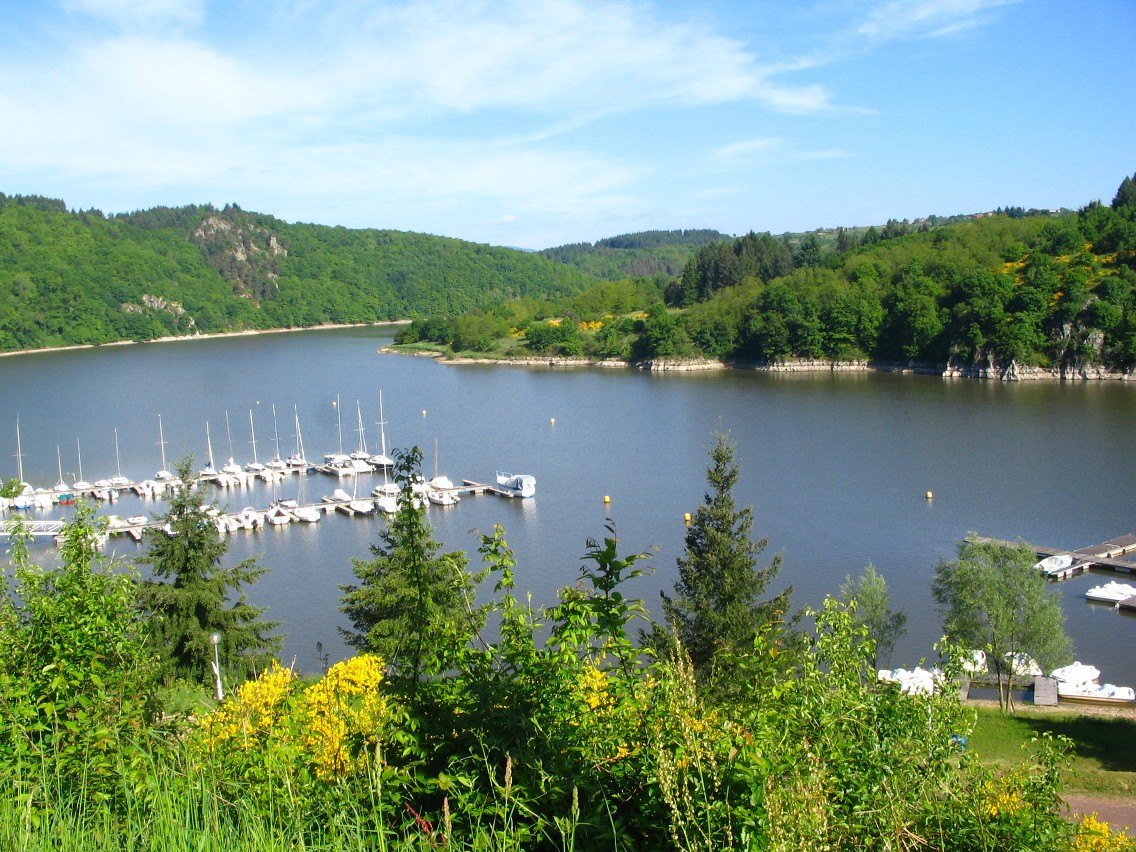
Bootshafen